# Iñaki Urdangarin
Iñaki Urdangarín Liebaert (Zumárraga, 15 de janeiro de 1968) é um ex-jogador de handebol e ex-empresário mais conhecido por ter sido casado com a Infanta Cristina de Espanha, a filha mais nova dos reis João Carlos I e Sofia de Espanha.
Desde 2018 cumpre pena, atualmente (janeiro de 2022) em regime semiaberto, por participação num caso de corrupção envolvendo sua empresa, chamado Caso Nóos.

## Biografia

### Infância e juventude
Iñaki Urdangarin é filho de Juan María Urdangarín Berriochoa e Claire Liebaert Courtain, tendo nascido em Zumarraga, Guipúzcoa, Espanha. No entanto, ele passou quase toda a sua vida em Barcelona.
Segundo o portal de celebridades espanhol Bekia, "ele tem sangue nobre em ambos os lados, já que sua mãe pertence a uma família aristocrática belga, enquanto seus avôs paternos Laureano de Urdangarin y Larrañaga (1898-1982) e sua esposa Ana de Berriochoa y Elgarresta (1902-1996) vieram de baixa nobreza do País Basco".
Estudou na Escuela Superior de Administración y Dirección de Empresas (ESADE), em Barcelona, onde concluiu um Mestrado em Administração de Empresas.
Praticante de handebol desde jovem, com 18 anos de idade tornou-se profissional numa equipa de handebol, jogando no FC Barcelona, onde permaneceu até à sua aposentação em 2000. Foi, até à data, o mais bem sucedido jogador de handebol de Espanha, ganhando mais de 40 troféus.
Como membro da equipa espanhola de handebol, participou nas Olimpíadas de 1992, 1996, e 2000, e foi capitão da equipa em 2000.

### Casamento com a Infanta Cristina
Nos jogos de 1996 em Atlanta, Iñaki Urdangarin conheceu a Infanta Cristina de Bourbón, filha do rei João Carlos, com quem viria a casar, em Barcelona, a 4 de outubro de 1997.
O casal tem quatro filhos, todos nascidos em Barcelona:
- Sua Excelência Dom Juan Valentín de Todos los Santos de Borbón y Urdangarín (nascido em 29 de Setembro de 1999)
- Sua Excelência Dom Pablo Nicolás Sebastián de Todos los Santos de Borbón y Urdangarín (nascido em 6 de Dezembro de 2000)
- Sua Excelência Dom Miguel de Todos los Santos de Borbón y Urdangarín (nascido em 30 de Abril de 2002)
- Sua Excelência Dona Irene de Todos los Santos de Borbón y Urdangarín (nascida em 5 de Junho de 2005)

### Divórcio
No dia 24 de janeiro de 2022, Iñaki e Cristina enviaram um comunicado à agência de notícias EFE anunciando oficialmente que haviam dado início ao processo de divórcio. O anúncio veio apenas alguns dias depois de uma foto de Iñaki passeando de mãos dadas com outra mulher ter se tornado pública.

### Vida profissional e deveres reais
Até 2009, ele trabalhou na Motorpress Ibérica e gerenciava sua empresa sem fins lucrativos chamada Nóos Consultoría Estratégica. Com os rumores sobre um escândalo de corrupção, Inãki, sua esposa e filhos foram viver em Washington, onde Urdangarín foi conselheiro internacional da Telefónica entre 2009 e 2011.
Após a explosão do Caso Nóos em 2011, ele voltou para a Espanha. Foi nesta época também, em dezembro de 2011, que ele foi oficialmente afastado das atividades como um membro da Casa Real e, posteriormente, em 2014, teve o título de Duque retirado pelo então novo rei, Felipe VI, seu cunhado.
Ele foi membro do Comité Olímpico Espanhol desde 4 de abril de 2001 e foi eleito primeiro vice-presidente em 16 de fevereiro de 2004, posições que também perdeu devido ao escândalo de corrupção.

## Escândalos

### Caso Nóos
Em novembro de 2011, Iñaki Urdangarín foi acusado de desviar fundos públicos para proveito próprio, através do Instituto Nóos, relativos à 'Palma Arena'. Investigações foram realizadas no Instituto Nóos pelo Escritório Anticorrupção espanhol e jornal El Pais divulgou um documento um orçamento de um evento internacional que foi organizado pelo instituto acima mencionado, gerido por Urdangarín naquela época. Acredita-se que ele persuadiu várias administrações públicas da Espanha (governos, principalmente regionais) a assinar acordos com a sua empresa, o Instituto Nóos (que se supunha ser uma organização sem fins lucrativos) para ambas as obras - a Arena e o evento - que nunca foram feitas. Também foi revelado que as obras haviam sido superfaturadas em cerca de € 5.800.000.
Em dezembro de 2011, o Escritório Anticorrupção confirmou que Urdangarin tinha enviado somas importantes de dinheiro público para paraísos fiscais em Belize e no Reino Unido. Então, nove pessoas, incluindo Iñaki e sua esposa, a Infanta Crisitina, foram imputados. Nesta época, o escândalo levou o Rei da Espanha, então ainda João Carlos, a revelar todos os rendimentos da Família Real.
Em 6 de Fevereiro de 2012, Iñaki Urdangarin teve que comparecer perante um juiz para prestar depoimentos sobre as acusações de corrupção.
Após várias oitivas, o Ministério Público pediu, em 10 de junho de 2016, uma pena de prisão de 19 anos e meio para Urdangarin.
Em 17 de fevereiro de 2017 Iñaki Urdangarin foi condenado a seis anos e três meses de prisão por prevaricação, fraude, tráfico de influência e a pagar uma multa de 512 mil euros, enquanto sua esposa Cristina foi absolvida. A decisão foi tomada por unanimidade pelos três juízes do tribunal.
Em 12 de junho de 2017, o Supremo Tribunal espanhol baixou para cinco anos e 10 meses a pena de Iñaki e impôs uma condenação por peculato, invasão, fraude à administração e crimes fiscais que deveria ser cumprida em regime fechado. A redução da pena acordada pelo Supremo deveu-se à absolvição do crime de falsificação de documento público cometido por funcionário, uma vez que o seu envolvimento não ficou provado.
Ele foi preso em 18 de junho de 2018 e cumpriu parte da pena em regime fechado.

### Relação extraconjugal
Em 19 de janeiro de 2022, a revista Lecturas estampava com exclusividade uma foto de Iñaki andando de mãos dadas com uma mulher desconhecida. Esta exclusiva "promete sacudir com força esta quinta-feira e dar o que falar como nunca", escreveu a revista então.
No mesmo dia foi revelado que a mulher era uma colega de trabalho de 43 anos, Ainhoa Armentia. Iñaki, então já cumprindo progressão de pena, trabalhava num escritório de advocacia, Imaz & Asociados, desde março de 2021. Já Cristina vivia em Genebra, para onde havia se mudado durante o Caso Nóos para fugir do assédio da imprensa.
No dia 21 de janeiro, Iñaki disse, quando abordado pelos repórteres: "São coisas que acontecem, mas vamos gerir tudo da melhor forma possível, (...) com a máxima tranquilidade e juntos, como sempre temos feito".
O casal anunciou o divórcio poucos dias depois, em 24 de janeiro de 2022.

## Títulos e tratamentos
- Sr. Iñaki Urdangarín Liebaert (1968-1997)
- Sua Excelência, o Duque de Palma de Maiorca (1997-2015)
- Sua Excelência, Sr. Dom Iñaki Urdangarín Liebaert (2015-presente)[18]

### Honras
Honra nacional
- Espanha: Grã-Cruz da Real Ordem do Mérito Esportivo (Real Ordem de Mérito Desportivo, 30/11/2001).

Honras estrangeiras
- Alemanha: Grande Cruz 1ª classe da Ordem do Mérito da República Federal da Alemanha.
- Luxemburgo: Grã-Cruz da Ordem da Coroa do Carvalho (07/05/2001).

### Brasão de armas

Brasão de armas de Sua Excelência Dom Iñaki Urdangarin, Duque de Palma de Mallorca,  de 26 de setembro de 1997 à 11 de junho de 2015
Brasão de armas de Sua Excelência Dom Iñaki Urdangarin de 11 de junho de 2015 - presente